# Jessica Rey
Jessica Rey (Kentucky, 15 de outubro de 1982) é uma ex-atriz norte-americana, empresária e palestrante católica, descendente de filipinos, conhecida por interpretar Alyssa Enrilé / Ranger Branca na franquia Power Rangers na temporada Força Animal. Com profundas convicções católicas e criadora da grife de roupas de banho tradicionais, Rey Swimwear, ela usa de sua carreira como atriz para pregando a castidade em todas as suas formas, inclusive na vestimenta.
Jessica Rey tem aparecido em diversos comerciais para a Time Warner como Gillette Body Spray Tag e na impressão-anúncios para a T-Mobile e Verizon.

## Filmografia

### Televisão
| Ano  | Título original             | Papel                                      | Observações                          |
| 2009 | General Hospital            | Marita                                     |                                      |
| 2007 | Rules of Engagement         | Garçoneta Polinésia                        | 1º Temporada Ep.7: "Jeff's Wooby"    |
| 2004 | Las Vegas                   | Kelli                                      | 1º Temporada Ep.22: "The Big Bang"   |
| 2004 | The Stones                  | Alana                                      | 1º Temporada Ep.3: "The Lawyer Trap" |
| 2002 | Power Rangers: Força Animal | Alyssa Enrile / Ranger Força Animal Branca |                                      |
| 1993 | The Young and the Restless  | A Maquiadora 'Jabot'                       |                                      |